# Emmy Bridgwater
 (décembre 2024).
La mise en forme du texte ne suit pas les recommandations de Wikipédia : il faut le « wikifier ».
Les points d'amélioration suivants sont les cas les plus fréquents. Le détail des points à revoir est peut-être précisé sur la page de discussion.
- Les titres sont pré-formatés par le logiciel. Ils ne sont ni en capitales, ni en gras.
- Le texte ne doit pas être écrit en capitales (les noms de famille non plus), ni en gras, ni en italique, ni en « petit »…
- Le gras n'est utilisé que pour surligner le titre de l'article dans l'introduction, une seule fois.
- L'italique est rarement utilisé : mots en langue étrangère, titres d'œuvres, noms de bateaux, etc.
- Les citations ne sont pas en italique mais en corps de texte normal. Elles sont entourées par des guillemets français : « et ».
- Les listes à puces sont à éviter, des paragraphes rédigés étant largement préférés. Les tableaux sont à réserver à la présentation de données structurées (résultats, etc.).
- Les appels de note de bas de page (petits chiffres en exposant, introduits par l'outil «  Source ») sont à placer entre la fin de phrase et le point final[comme ça].
- Les liens internes (vers d'autres articles de Wikipédia) sont à choisir avec parcimonie. Créez des liens vers des articles approfondissant le sujet. Les termes génériques sans rapport avec le sujet sont à éviter, ainsi que les répétitions de liens vers un même terme.
- Les liens externes sont à placer uniquement dans une section « Liens externes », à la fin de l'article. Ces liens sont à choisir avec parcimonie suivant les règles définies. Si un lien sert de source à l'article, son insertion dans le texte est à faire par les notes de bas de page.
- La présentation des références doit suivre les conventions bibliographiques. Il est recommandé d'utiliser les modèles {{Ouvrage}}, {{Chapitre}}, {{Article}}, {{Lien web}} et/ou {{Bibliographie}}. Le mode d'édition visuel peut mettre en forme automatiquement les références.
- Insérer une infobox (cadre d'informations à droite) n'est pas obligatoire pour parachever la mise en page.

Pour une aide détaillée, merci de consulter Aide:Wikification.
Si vous pensez que ces points ont été résolus, vous pouvez retirer ce bandeau et améliorer la mise en forme d'un autre article.
Emma Frith Bridgwater, née le 10 novembre 1906 et décédée le 13 mars 1999, est une artiste et poétesse britannique associée au mouvement surréaliste, plus connue sous le nom d' Emmy Bridgwater.
Originaire de Birmingham et habitant par intermittence à Londres, elle est non seulement un membre clé des surréalistes de Birmingham mais également du groupe surréaliste britannique basé à Londres, et a ainsi pu être un lien important entre les surréalistes de ces deux villes.

## Biographie
Emmy Bridgwater est née dans le quartier huppé d'Edgbaston à Birmingham. Elle est la troisième fille d'un méthodiste expert-comptable. Montrant un intérêt précoce pour la peinture et le dessin, elle étudie auprès de Bernard Fleetwood-Walker à la Birmingham School of Art à partir de 1922 pendant trois ans. Elle poursuit ensuite ses études dans une école d'art locale à Oxford,.
La carrière de Bridgwater est largement entravée par sa situation géographique, et sa classe socio-économique. En effet, elle a des contacts limités avec le groupe surréaliste de Londres car venant de Birmingham et le soutien financier relatif de son père ne lui permet de fréquenter la Grosvenor School of Modern Art que par intermittence. Comme Bridgwater est obligée de travailler en tant que secrétaire en plus de son travail artistique, elle n'a pas pu se rendre à Paris avant la fin de la guerre.
L'esthétique de Bridgwater est transformée lorsqu'elle assiste à l'Exposition surréaliste internationale de Londres en 1936, où elle rencontre Conroy Maddox, John Melville et Robert Melville, des figures clés des surréalistes de Birmingham. À partir de cet évènement, son travail  explore les coins les plus noirs du subconscient, notamment en utilisant les techniques automatiques, centrale dans le Surréalisme. Après avoir étudié par intermittence à la Grosvenor School of Modern Art de Londres entre 1936 et 1937, elle conserve des attaches à Birmingham et expose en tant que membre du Groupe de Birmingham jusqu'à la fin des années 1930, mais exposant également à la London Gallery après avoir été présentée au propriétaire E. L. T. Mesens par Robert Melville.
Au début des années 1940, elle rejoint le groupe surréaliste britannique lorsque Conroy Maddox et Robert Melville l'introduit officiellement. Elle assiste à leurs réunions la majorité de la décennie suivante, où elle noue une étroite amitié avec Edith Rimmington, ainsi qu'une brève mais intense liaison avec Toni del Renzio. Elle contribue à de nombreuses publications surréalistes internationales (dont le journal surréaliste de del Renzio, Arson: an ardent review) et tient sa première exposition à la Jack Bilbo's Modern Gallery en 1942. En 1947, Emmy Bridgwater est, avec Eileen Agar et Leonora Carrington, l'une des cinq artistes anglais choisis par André Breton pour exposer à l' Exposition internationale du surréalisme à la galerie Maeght à Paris, la dernière grande exposition collective surréaliste internationale.
Malgré son succès, Emmy Bridgwater doit consacrer à la fin des années 1940 de plus en plus de temps à sa mère vieillissante et à sa sœur handicapée. Elle doit ainsi en 1953 s'installer à Stratford-upon-Avon pour assumer cette responsabilité à plein temps et suspend par conséquent sa carrière artistique.
Au cours des années 1970, Bridgwater reprend son travail, utilisant principalement le collage, avec succès: ses premiers travaux dans cette veine sont présents dans de nombreuses expositions rétrospectives surréalistes au cours des décennies suivantes. Elle cesse de travailler au milieu des années 1980, et décéde à Solihull en 1999/

## Travail
L'œuvre d'Emmy Bridgwater dans les années 1930 et 1940 se compose majoritairement de peintures et de dessins à la plume et à l'encre, elle est reconnue dans le surréalisme comme une "automatiste". Son iconographie personnelle utilise souvent un imaginaire organique tel que des oiseaux, des œufs, des feuilles, des fruits et des lignes automatiques ressemblant à des vrilles. Ses travaux comporte souvent une tonalité d' « humour noir surréaliste et de violence » avec un paysage onirique. À partir des années 1970, elle également travaille la technique du collage.
Bien que Bridgwater soit principalement connue comme peintre, collagiste et graphiste, elle est également poétesse,. Elle contribue notamment en 1946 à Free Unions, un recueil de textes de surréalistes français et anglais, édité par Simon Watson Taylor.
Comme de nombreuses femmes surréalistes, Emmy Bridgwater cherche à recréer des mythes et des contes de fées d'un point de vue féminin, dans une exploration clairement surréaliste de l'étrange et de l'autonomisation du féminin.

## Réaction critique
Toni del Renzio commente dans son journal Arson: an ardent review les œuvres d'Emmy Bridgwater : "We do not see these pictures. We hear their cries and are moved by them. Our own entrails are drawn painfully from us and twisted into the pictures whose significance we did not want to realize." (Nous ne voyons pas ces tableaux. Nous entendons leurs cris et nous en sommes émus. Nos propres entrailles sont douloureusement arrachées à nous et tordues dans des tableaux dont nous ne voulions pas comprendre la signification).
Robert Melville, lui, décrit les tableaux de Bridgwater comme traduisant « les « présences » désolantes et à moitié perceptibles rencontrées par l'artiste lors de son voyage à travers les labyrinthes du bien et du mal… bien qu'elles soient oniriques dans leur ambiguïté, ce sont des testaments réalistes d'une région d'espoirs fantasmatiques et de désirs troubles où peu de gens restent pour observer et encore moins restent clairvoyants. » ( "the saddening, half-seen 'presences' encountered by the artist on her journey through the labyrinths of good and evil ... although they are dreamlike in their ambiguity they are realistic documents from a region of phantasmal hopes and murky desires where few stay to observe and fewer still remain clear-sighted").
Sa nécrologie dans The Independent indique : « Ses œuvres montrent une capacité à entrer dans un monde de rêve personnel, et à transformer les visions qu'elle a vécues là-bas en paysages audacieux, dépourvus de conscience d'elle-même et chargés d'émotions qui atteint le plus souvent les profondeurs de l'esprit de celui qui les observe. En utilisant une palette limitée et en peignant d'un trait épais, elle a réussi à rassembler des objets apparemment sans rapport qu'elle a utilisés pour remplir des paysages désolés, donnant aux peintures une qualité narrative qu'elle a elle même créé. » .

## Expositions
- 1937 - The Birmingham Group (Le groupe de Birmingham), Lucy Wertheim Gallery, Londres
- 1938 - The Birmingham Group (Le groupe de Birmingham), Musée et galerie d'art de Birmingham, Birmingham
- 193? - London Gallery, Londres
- 1939 - As We See Ourselves (Comme nous nous voyons), Chapman Galleries, Birmingham
- 1942 - Emmy Bridgwater (Exposition personnelle), Modern Gallery, Londres
- 1947 - Coventry Art Circle Exhibition (Exposition du Cercle d'Art de Coventry), Coventry
- 1947 - Exposition Internationale du Surréalisme, Galerie Maeght, Paris
- 1948 - Coventry Art Circle Exhibition (Exposition du Cercle d'Art de Coventry), Coventry
- 1949 - Birmingham Artists Committee Invitation Exhibition (Exposition sur invitation du Comité des artistes de Birmingham), Royal Birmingham Society of Artists, Birmingham
- 1951 - Coventry Art Circle Exhibition (Exposition du Cercle d'Art de Coventry), Coventry
- 1971 - La contribution britannique au surréalisme des années 30 et 40, Hamet Gallery, Londres
- 1982 - Peinture Surréaliste en Angleterre 1930-1960 : Les Enfants d'Alice, Galerie 1900-2000, Paris
- 1985 -  A Salute to British Surrealism 1930-1950 (Un hommage au surréalisme britannique 1930-1950), The Minories, Colchester ; Blond Fine Art, Londres et Ferens Art Gallery, Hull
- 1985 - British Woman Surrealists (Femmes surréalistes britanniques), Blond Fine Art, Londres
- 1986 - Le surréalisme en Angleterre 1936 et après, Herbert Read Gallery, Canterbury
- 1986 - Contrariwise, Surrealism in Britain 1930-1936 (Au contraire, le surréalisme en Grande-Bretagne 1930-1936), Glynn Vivian Art Gallery, Swansea
- 1986 -  Surrealism in Britain in the Thirties: Angels of Anarchy and Machines for Making Clouds (Le surréalisme en Grande-Bretagne dans les années 30 : les anges de l'anarchie et les machines à fabriquer des nuages), Leeds City Art Gallery, Leeds
- 1987 -  Surrealismi, Centre d'art Retretti, Suomi, Finlande
- 1988 - I Surrealisti, Palais Royal, Milan, Italie
- 1989 - Die Surrealisten, Schirn Kunsthalle, Francfort, Allemagne
- 1989 -  British Surrealism (Surréalisme britannique), Blond Fine Art, Londres
- 1990 - Emmy Bridgwater, Blond Fine Art, Londres
- 1991 - The Birmingham Surrealist Group (Le groupe surréaliste de Birmingham), John Bonham Murray Feely Fine Art, Londres
- 1992 - Ten Decades - Ten Women Artists born 1897-1906 (Dix décennies - Dix femmes artistes nées entre 1897 et 1906), Norwich Gallery
- 1992 - The Foundations of Behaviour (Les fondements du comportement)), John Bonham Murray Feely Fine Art, Londres
- 1995 - Real Surreal: British and European Surrealism (Réel surréel: le surréalisme britannique et européen), Wolverhampton Art Gallery
- 1996 - Emmy Bridgwater/Conroy Maddox: The Last Surrealists (Emmy Bridgwater/Conroy Maddox : Les derniers surréalistes), Blond Fine Art, Londres
- 1996 - The Inner Eye (L'Œil intérieur), National Touring Exhibition

## Commémoration
Une plaque bleue commémorative est créée pour Emmy Bridgwater au Birmingham Museum and Art Gallery par la Birmingham Civic Society, puis apposée sur son lieu de naissance et son ancienne maison à Lee Crescent, dans le quartier d'Edgbaston à Birmingham en août 2019.